# Settore terziario
Il settore terziario, in economia, è il settore economico in cui si producono o forniscono servizi, ovvero tutte le attività, generalmente intellettuali, complementari e di ausilio alle attività del settore primario (agricoltura, allevamento, ecc.) e secondario (manifattura). In sostanza si occupa di prestazioni immateriali le quali possono essere incorporate o meno in un bene. Si può suddividere in tradizionale (comprendente servizi tradizionalmente presenti praticamente in ogni epoca e cultura) e avanzato (caratteristico degli ultimi decenni). Oltretutto il settore terziario è il più vario ed evoluto ma soprattutto eterogeneo fra tutti i settori.

## Caratteristiche

### Attività economiche del settore
Questo settore comprende:

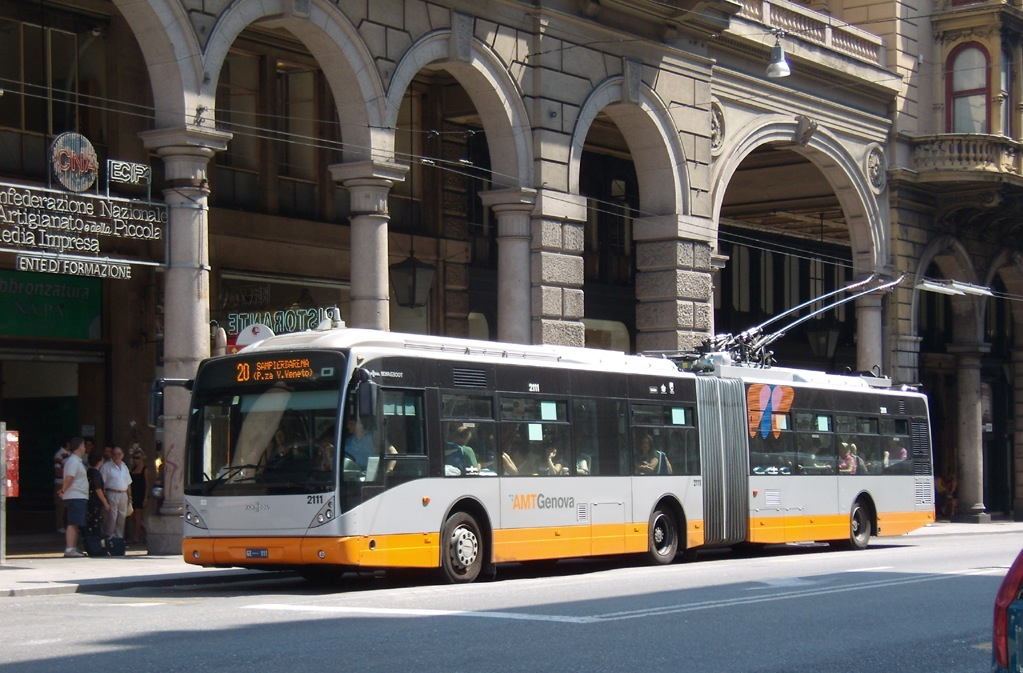
Trasporto urbano

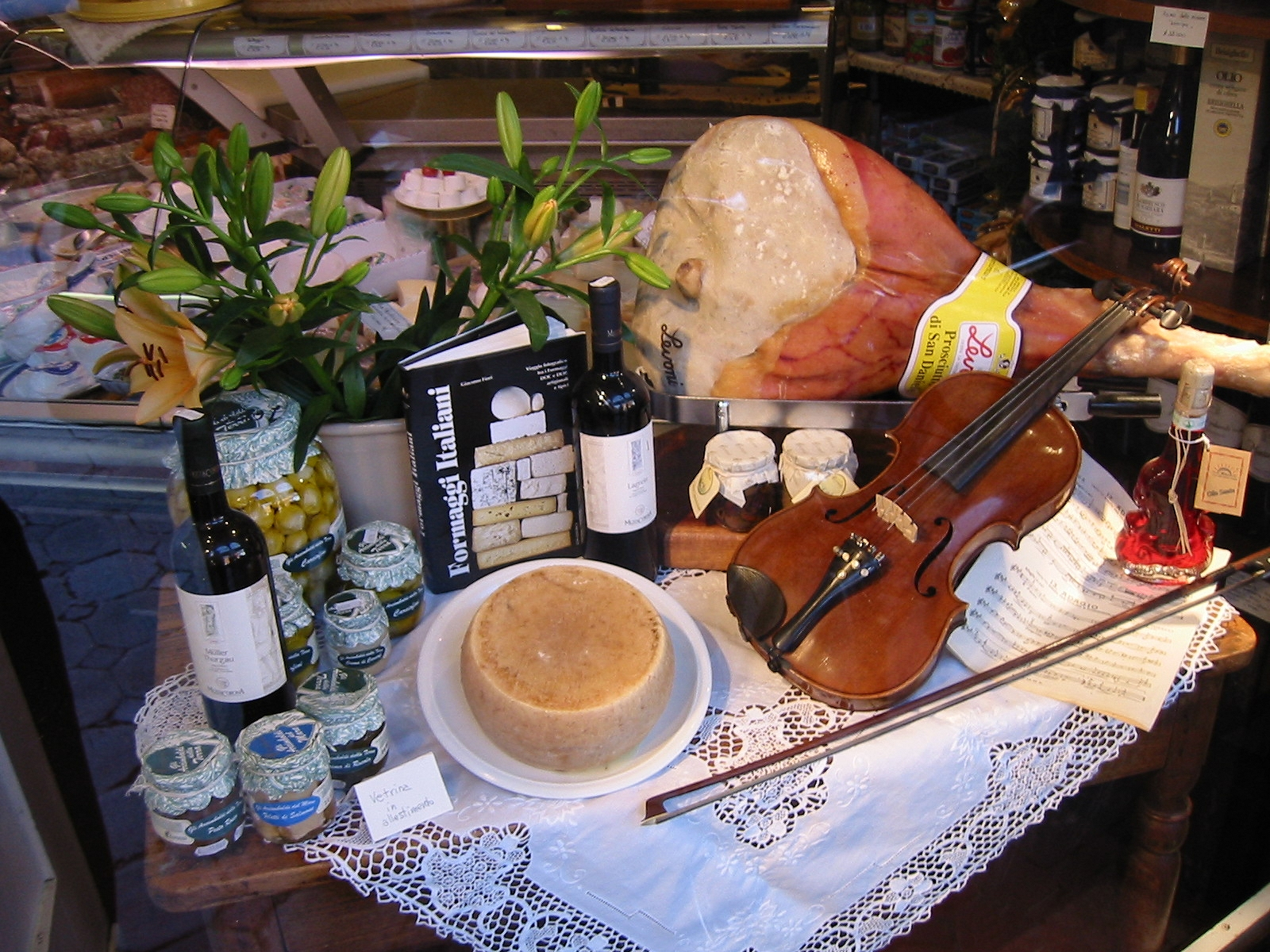
Gastronomia

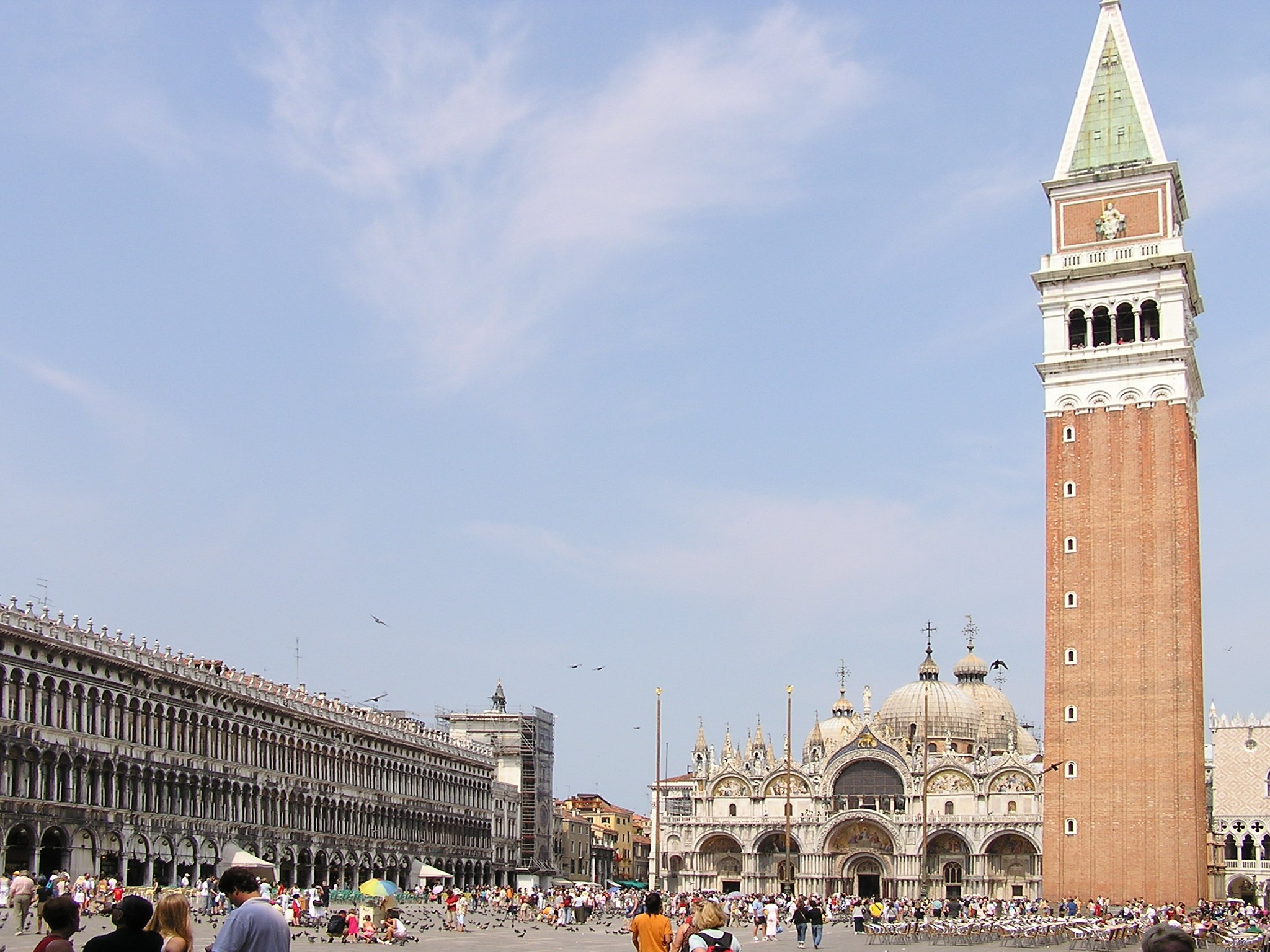
Turismo

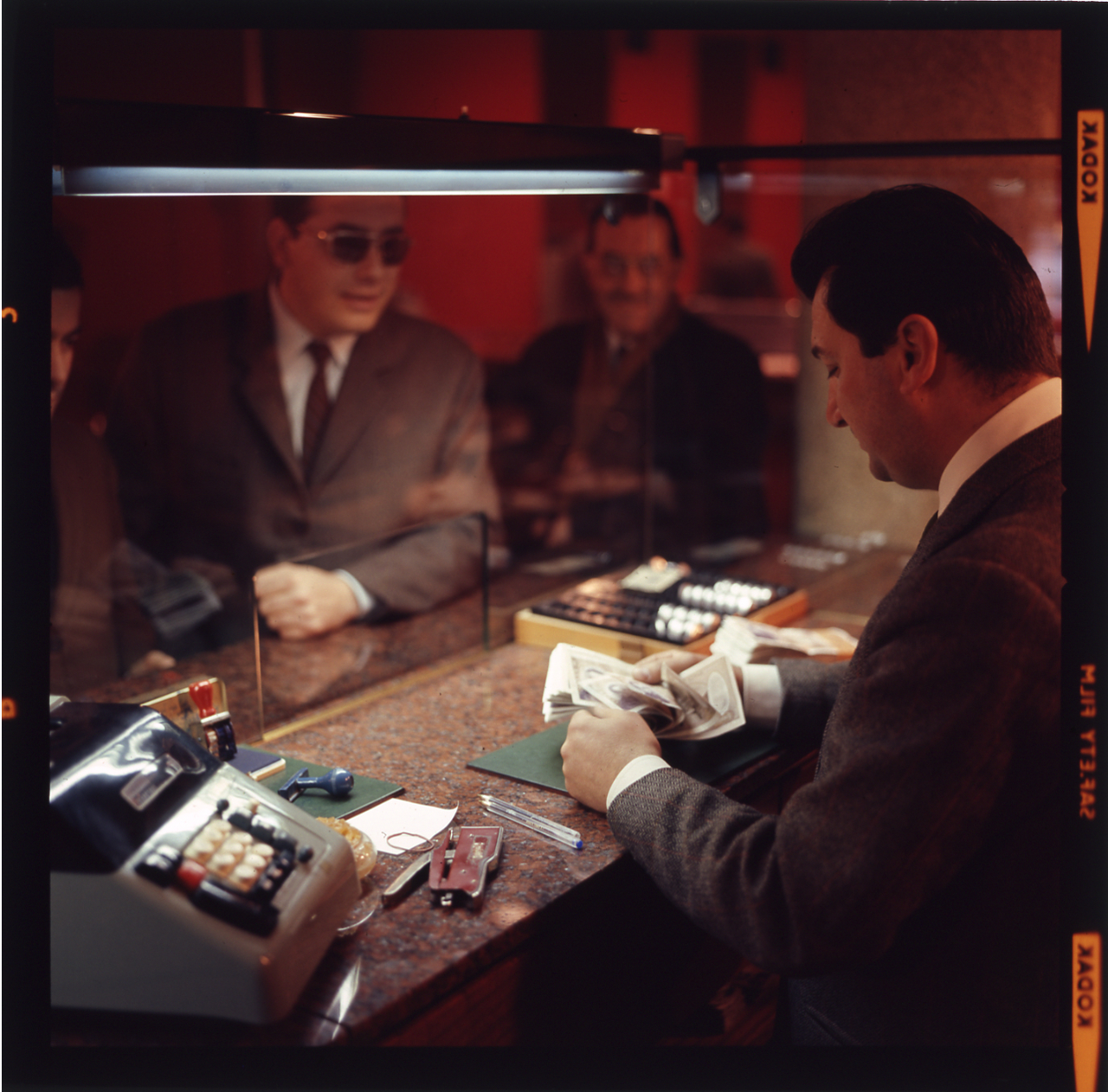
Servizi bancari

attività professionali come avvocati, commercialisti e consulenti, commercio all'ingrosso e dettaglio, trasporti, comunicazioni, intrattenimento, attività economiche legate al tempo libero, attività di cura, servizi sanitari, attività sociali esercitate dallo stato.
Servizi di consulenza e di elaborazione dell'informazione, di solito tipici del terziario avanzato, vengono sempre più spesso considerati a parte, sotto il termine di settore quaternario. Si tratta di un neologismo sempre più diffuso.
Il settore terziario presenta alcune caratteristiche particolari che influenzano direttamente l'assetto organizzativo e le metodologie di controllo che le aziende devono adottare.

### Il rapporto con il cliente
Particolare importanza riveste la gestione del rapporto con il cliente a causa del frequente caso del contatto diretto tra l'erogazione (o produzione) del servizio ed il cliente fruitore dello stesso, infatti comprende generalmente tutti i servizi pubblici.
Per questo motivo si assiste a una percezione di deterioramento della qualità del servizio quando il rapporto di fiducia del cliente è compromesso dalla scarsa attenzione verso le esigenze, anche immateriali, che il cliente stesso si attende dal rapporto contrattuale posto in essere. Di contro, buoni risultati di miglioramento si possono ottenere coinvolgendo (maggiormente) il cliente nel processo produttivo inducendolo a collaborare nella sua realizzazione. Ciò è dovuto al fatto che il cliente nei servizi fa parte del processo produttivo, a differenza della produzione primaria o secondaria.

### Modalità di produzione
Per loro natura i servizi richiedono un diverso approccio organizzativo a causa, principalmente, del fatto che non è possibile separare il momento della produzione dal momento della erogazione.
Quest'azione avviene in caso di ciclo negativo delle commesse, lavorare per il magazzino ovvero produrre ugualmente i servizi ed immagazzinarli in attesa della ripresa del mercato, finanziandosi con riserve o ricorrendo al credito. Infatti non è possibile, ad esempio, immagazzinare clienti già trasportati da parte di un'impresa di trasporti o clienti già nutriti da parte di un servizio di ristorazione.

### Particolarità organizzative
Nella conduzione dell'impresa del terziario è necessario adottare metodi e sistemi organizzativi che massimizzino la flessibilità dell'utilizzo delle risorse per adeguarle il più possibile alle fluttuazioni cicliche o stagionali e al variare delle preferenze della clientela. 
Quando il sas richiede forti investimenti in mezzi e impianti fissi, ad esempio nei trasporti (di ogni tipo), la fluttuazione ciclica o la variazione congiunturale del mercato di riferimento, generano forti influenze negative sul conto economico. In questi casi, un diffuso comportamento delle aziende, è di reagire alle fluttuazioni del mercato agendo sugli altri fattori di flessibilità: personale, approvvigionamenti e subfornitori. Le azioni intraprese producono - quasi sempre -  un effetto di sensazione di peggioramento del servizio che viene percepito dai clienti; si innesca, così, un circolo vizioso difficile da interrompere e da invertire se non a prezzo di un'operazione forte che coniughi: lungimiranza, leadership, investimenti e comunicazione.
È previsto un C.C.N.L. per i dipendenti delle piccole e medie imprese del settore terziario, commercio e servizi.

## Produzione di servizi

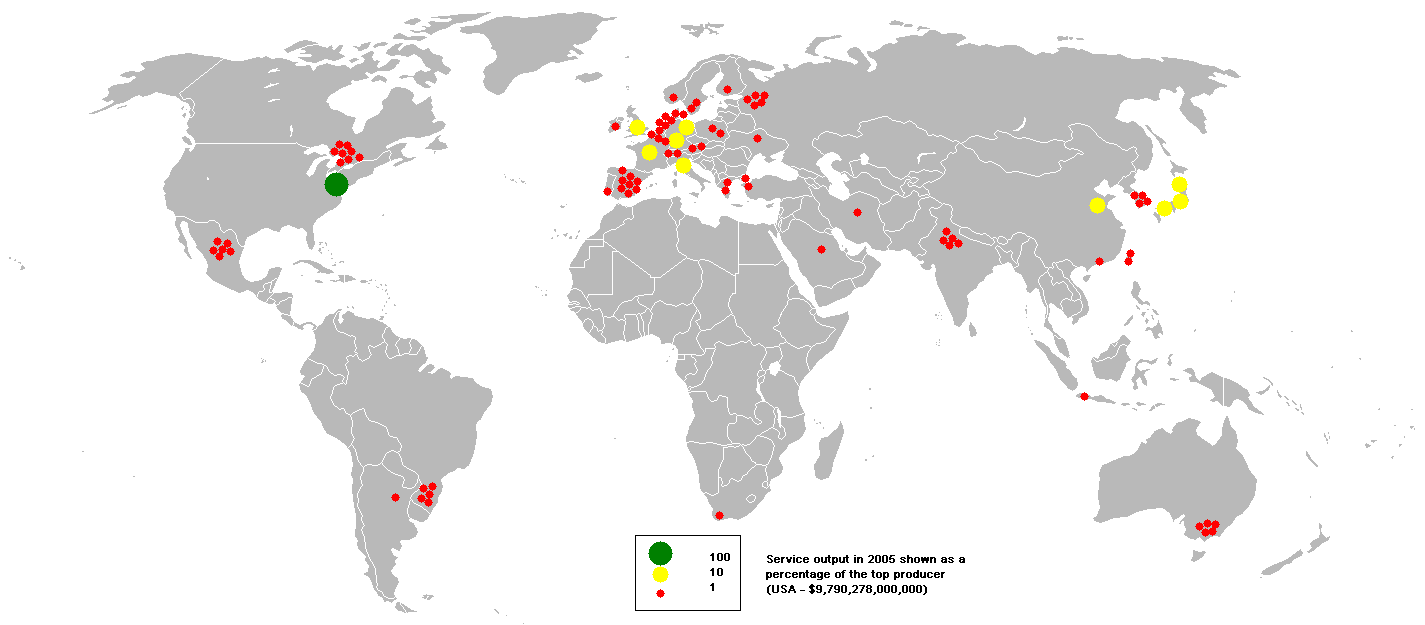
Produzione di servizi nel 2005